# Фер Оукс (Калифорнија)
Фер Оукс (енгл. Fair Oaks) насељено је место без административног статуса у америчкој савезној држави Калифорнија.

## Демографија
По попису из 2010. године број становника је 30.912, што је 2.904 (10,4%) становника више него 2000. године.
| Група             | 2000.          | 2010.          |
| Белци             | 23.559 (84,1%) | 24.694 (79,9%) |
| Афроамериканци    | 514 (1,8%)     | 729 (2,4%)     |
| Азијати           | 1.182 (4,2%)   | 1.289 (4,2%)   |
| Хиспаноамериканци | 1.767 (6,3%)   | 2.954 (9,6%)   |
| Укупно            | 28.008         | 30.912         |